# Fambach
Fambach település Németországban, azon belül Türingiában. Lakosainak száma 1952 fő (2023. december 31.).

## Népesség
A település népességének változása:
| Lakosok száma | 2064 | 2077 | 2074 | 2023 | 1980 | 1952 |
|               | 2017 | 2018 | 2019 | 2021 | 2022 | 2023 |